# Kasgaria
Kasgaria, a veces conocida como Yettisar (en chagatai: یته شهر‎; en uigur: يەتتەشەھەر, romanizado: Yettesheher; tdl. ‘Siete ciudades' or 'Heptapolis’), fue un Estado túrquico que existió en Sinkiang desde 1864 hasta 1877, durante la rebelión de los dunganes contra la dinastía Qing. Era una monarquía islámica gobernada por Yakub Beg, un kokandi que aseguró el poder en Kasgar (que más tarde se convirtió en la capital de Kasgaria) mediante una serie de maniobras militares y políticas. Las siete ciudades epónimas de Kasgaria eran Kasgar, Jotán, Yarkand, Yengisar, Aksu, Kucha y Korla.
En 1873, el Imperio otomano reconoció a Kasgaria como Estado vasallo y a Yakub Beg como su emir.: 152–153 
El 18 de diciembre de 1877, el ejército Qing entró en Kasgar y puso fin al Estado.

## Antecedentes
En la década de 1860, Sinkiang había estado bajo el dominio Qing durante un siglo. La zona había sido conquistada en 1759 al kanato de Zungaria cuya población principal, los oirates, se convirtió posteriormente en objetivo de genocidio. Sin embargo, Sinkiang estaba formado principalmente por tierras semiáridas o desérticas, que no eran atractivas para los posibles colonos Han, aparte de unos pocos comerciantes. En consecuencia, los pueblos turcos como los uigures se asentaron en la zona.
Los uigures no fueron conocidos por su nombre actual hasta principios del siglo XX. Los uzbekos que vivían cerca de la actual Sinkiang eran llamados colectivamente "andijanis" o "kokandis", mientras que los uigures de la cuenca del Tarim eran conocidos como "turki", probablemente debido a su lengua túrquica. También había inmigrantes uigures que residían en la zona de Ili y que eran llamados "taranchi". El término moderno "uigur" fue asignado a los turcos por la entonces recién creada Unión Soviética en 1921 en una conferencia en Taskent. Como resultado, las fuentes del período de la rebelión dungan no mencionan a los uigures. El conflicto fue principalmente una guerra étnica y religiosa librada por musulmanes (particularmente hui) en las provincias chinas de Sinkiang, Shaanxi, Ningxia y Gansu, de 1862 a 1877.
Miles de refugiados musulmanes de Shaanxi huyeron a Gansu. Algunos de ellos formaron importantes batallones en el este de Gansu, con la intención de reconquistar sus tierras en Shaanxi. Mientras los rebeldes Hui se preparaban para atacar Gansu y Shaanxi, Yakub Beg, un comandante de etnia uzbeka o tayika del kanato de Kokand, huyó del kanato en 1865 después de perder Taskent ante los rusos, se instaló en Kasgar y pronto logró tomar el control total. de las ciudades oasis que rodean la cuenca del Tarim en el sur de Sinkiang.

## Yakub Beg

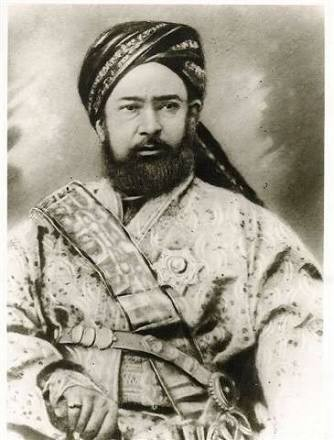
Yakub Beg

Yakub Beg nació en la localidad de Pskent, en el Kanato de Kokand (actual Uzbekistán ). Durante la revuelta de Dungan, conquistó la cuenca del Tarim y se entronizó como gobernante de Yettishar cuando los chinos fueron expulsados de la región en 1864. Durante su breve reinado, Yakub Beg entabló relaciones con los imperios británico y ruso, y firmó tratados con cada uno. Sin embargo, no recibió ayuda significativa de las dos grandes potencias cuando necesitaba su apoyo contra los Qing.
Yakub Beg recibió el título de "Athalik Ghazi" o "Padre Campeón de los Fieles" por parte del Emir de Bujará en 1866. El sultán otomano le otorgó el título de Emir. : 118, 220 
El gobierno de Yakub Beg fue impopular entre la población nativa de Kasgaria. Uno de sus súbditos Kashgari, un guerrero e hijo de un jefe, describió su gobierno de la siguiente manera: "Durante el gobierno chino había de todo; ahora no hay nada". Durante sus años en el poder también se produjo una disminución sustancial del comercio. Yakub Beg no era del agrado de sus súbditos turcos, que tenían altos impuestos y una dura interpretación de la Sharia.
El historiador surcoreano Hodong Kim sostiene que las desastrosas e inexactas órdenes de Yakub Beg fallaron a los lugareños y estos, a su vez, dieron la bienvenida al regreso de las tropas chinas. : 172 El general Qing Zuo Zongtang escribió que: "Los andijanis son tiránicos con su pueblo; las tropas gubernamentales deberían consolarlos con benevolencia. Los andijanis son codiciosos al extorsionar al pueblo; las tropas gubernamentales deberían rectificar esto siendo generosas".

## Caída

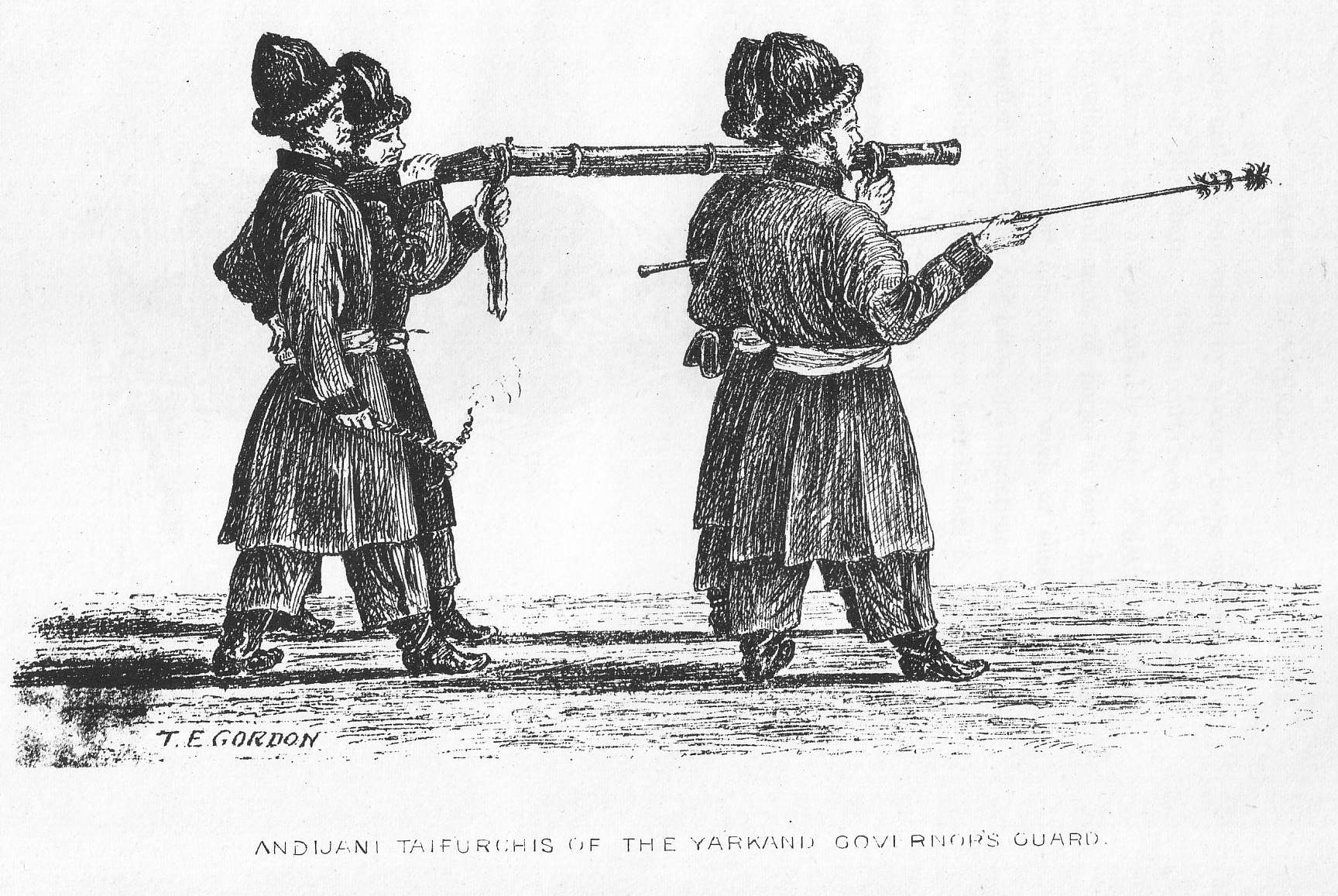
Tropas andijani leales a Yakub Beg

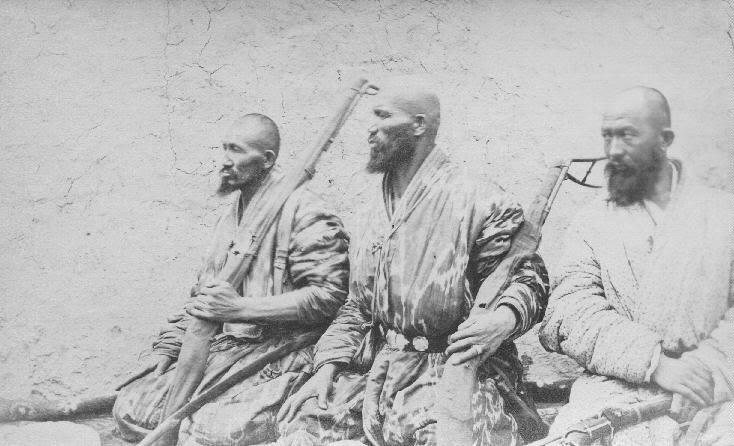
Tropas uigures leales a Yakub Beg, en Khotan

A finales de la década de 1870, los Qing decidieron reconquistar Sinkiang con Zuo Zongtang, anteriormente general del ejército Xiang, como comandante en jefe. Sus subordinados eran el general Han Liu Jintang y el líder manchú Jin Shun. : 240 Cuando el general Zuo se trasladó a Sinkiang para aplastar a los rebeldes musulmanes bajo el mando de Yakub Beg, se le unió el general sufí Dungan Khufiyya Ma Anliang y sus fuerzas, que estaban compuestas en su totalidad por musulmanes dungan. Además, el general Dong Fuxiang tenía un ejército de pueblos Han y Dungan, y su ejército tomó las áreas de Kasgar y Kotán durante la reconquista. Los generales Cui Wei y Hua Decai de Shaanxi Gedimu Dungan, que habían desertado a los Qing, también se unieron al ataque del general Zuo contra las fuerzas de Yakub Beg.
El general Zuo implementó una política conciliadora hacia los rebeldes musulmanes, perdonando a aquellos que no se rebelaron y se rindieron si se habían unido a las fuerzas de Yakub Beg sólo por razones religiosas. Los rebeldes recibieron recompensas por desertar y ayudar a los Qing contra sus antiguos compatriotas. El general Zuo informó al general Zhang Yao que los andijanis (es decir, las fuerzas de Yakub Beg) habían maltratado a la población local y que, por lo tanto, debía tratar a los lugareños "con benevolencia" para ganarse su apoyo. : 241] Zuo escribió que los objetivos principales eran sólo los "partisanos acérrimos" y sus líderes, Yakub Beg y Bai Yanhu. : 241 Un ruso escribió que los soldados bajo el mando del general Liu "actuaron muy prudentemente con respecto a los prisioneros que tomó ... Se calculó que su trato hacia estos hombres tendría una buena influencia a favor de los chinos."  : 241 A diferencia del general Zuo, el comandante manchú Dorongga consideraba a todos los musulmanes como enemigos y trató de masacrarlos sin piedad.
El ejército del general Liu tenía artillería alemana moderna, de la que carecían las fuerzas de Jin; En consecuencia, el avance de Jin no fue tan rápido como el de Liu. Después de que Liu bombardeara Kumuti, las bajas rebeldes ascendieron a 6.000 muertos, mientras que Bai Yanhu se vio obligado a huir. A partir de entonces, las fuerzas Qing entraron en Ürümqi sin oposición. Zuo escribió que los soldados de Yakub Beg tenían armas occidentales modernas pero eran cobardes: "El jefe andijani Yakub Beg tiene armas de fuego bastante buenas. Tiene rifles y armas de fuego extranjeros, incluidos cañones que utilizan proyectiles explosivos [Kai Hua Pao]; pero los suyos no son tan buenos. ni tan efectivos como los que están en posesión de nuestras fuerzas gubernamentales. Sus hombres no son buenos tiradores, y cuando fueron rechazados simplemente huyeron ". : 241 
En diciembre de 1877 se reconquistó toda Kasgaria. Muhammad Ayub y sus destacamentos Dungan se refugiaron en posesiones rusas. El gobierno Qing fue restaurado en todo Sinkiang, excepto en la región de Ili, que fue devuelta por Rusia a China en virtud del Tratado de San Petersburgo de 1881.

## Muerte de Yakub Beg
La forma en que murió Yakub Beg no está clara. Tanto The Times de Londres como la Russian Turkestan Gazette informaron que había muerto tras una breve enfermedad. : 167–169 El historiador contemporáneo Musa Sayrami (1836-1917) afirma que fue envenenado el 30 de mayo de 1877 en Korla por el ex hakim (gobernante local de la ciudad) de Yarkand, Niyaz Hakim Beg, después de que este último conspirara con las fuerzas Qing en Dzungaria. : 167–169 Sin embargo, el propio Niyaz Beg, en una carta a las autoridades Qing, negó su participación en la muerte de Yakub Beg y afirmó que el gobernante Yettishar se suicidó. : 167–169 Algunos dicen que murió en batalla con los chinos. Según el historiador surcoreano Hodong Kim, la mayoría de los estudiosos coinciden en que la muerte natural (de un derrame cerebral ) es la explicación más plausible. : 167–169 